# Dragan Radulović
Dragan Radulović (Cetinje,  27. kolovoza 1969.), crnogorski pisac.
Diplomirao je filozofiju na Filozofskom fakultetu u Beogradu. Objavio je zbirku kratkih pripovjedaka Petrifikacija (2001.), roman Auschwitz Cafe (2003.)  katalog groteski Vitezovi ništavila (2005.) i zbirku pripovjedaka "Splav Meduze" (2007.). Predaje filozofiju u Srednjoj školi Danilo Kiš u Budvi.